# Per-Gösta Wermelin
Per-Gösta Wermelin, född 26 februari 1909 i Österlövsta, Upplands län, död 18 september 1963 i Västerleds församling i Stockholm, var en svensk chefredaktör, författare och tecknare.
Han var son till kyrkoherden Otto Theodor Wermelin och Signe Rodhe och från 1938 gift med Siv Margret Norman. Vid sidan av sitt arbete som journalist var Wermelin verksam som sport- och karikatyrtecknare. Som tecknare och journalist medarbetade han i Karlshamns-Tidningen 1930–1932, Cimbrishamnsbladet 1932–1934, Kristianstadsbladet 1934–1935, Eskilstunakuriren 1935–1938, Arboga Tidning 1938–1939, SE 1940–1945, Näringslivets information 1945–1950 och sedan 1950 andre redaktör i Industria och från 1953 chefredaktör för Arbetsgivaren. Han har bidragit med illustrationer, sport- och karikatyrteckningar till samtliga av dessa tidningar. Som författare skrev han ett flertal industrimonografier bland annat över Falu yllefabrik och Vargöns AB.